# Bajári Levente
Bajári Levente (Szolnok, 1977. január 9. – ) Harangozó Gyula-díjas magyar táncművész, a Magyar Állami Operaház balettművésze, 2006-tól első magántáncosa, a Halhatatlanok Társulatának örökös tagja.

## Életpályája
1996-ban végzett a Magyar Táncművészeti Főiskolán Sárközi Gyula évfolyamában. Ettől az évtől a Magyar Állami Operaház balettművésze, 2006-tól első magántáncosa.
Rendszeres fellépője a Magyar Nemzeti Balett stúdióestjeinek, ahol az utóbbi években koreografál is (Point, Way of Words, Képek, Attack, Flow). A budapesti Világsztárok az Operában gálaestek mellett saját koreográfiáival 2007 óta szerepel a montreali Le Gala des Étoiles balettesteken, valamint a donyecki, imatrai, miami és houstoni gálákon is.

## Főbb főszerepei
Számos főszerepben aratott sikert, amelyek közül a legjelentősebbek:
- Rómeó (Prokofjev – Seregi László: Rómeó és Júlia),
- Lysander (Mendelssohn – Seregi: Szentivánéji álom),
- Orion (Delibes – Seregi: Sylvia),
- Crassus (Hacsaturján – Seregi: Spartacus),
- Petruchio (Goldmark – Seregi: A makrancos Kata),
- Karenin (Csajkovszkij – Pártay: Anna Karenina),
- Rhett Butler (Dvořák – Pártay: Elfújta a szél),
- Mandarin (Bartók: A csodálatos mandarin - Harangozó és Lőcsei koreográfiáiban),
- Dmitrij, Ivan (Rahmanyinov – Eifman: Karamazov testvérek),
- Simone anyó (Hérold – Ashton: A rosszul őrzött lány).

## Díjai, elismerései
- Vécsey Elvira-díj (1996)
- Az év kartáncosa (1998)
- Fülöp Viktor-ösztöndíj (1999)
- Az Operaház címzetes szólistája (2000)
- Nívódíj, az év férfitáncosa (2001)
- Az Operaház magántáncosa (2002)
- Tériné Horváth Margit-díj (2003)
- Harangozó Gyula-díj (2004)
- EuroPAS Magyar Táncdíj (2006)
- Philip Morris-díj (2007)
- Talentum-díj (2009)
- Örökös tag a Halhatatlanok Társulatában (2013)
- A Magyar Érdemrend lovagkeresztje (2016)